# Centrodraco atrifilum
Centrodraco atrifilum är en fiskart som beskrevs av Hans W. Fricke 2010. Centrodraco atrifilum ingår i släktet Centrodraco och familjen Draconettidae. Inga underarter finns listade i Catalogue of Life.